# Niel (Bélgica)
Niel es una ciudad y municipio del Reino de Bélgica, en la Comunidad flamenca. Niel tiene una población de 10.424 habitantes y una superficie de 5,27 km², con una densidad de 1.978 habitantes por km².
Se encuentra en el extremo sur de la zona metropolitana de Amberes, cerca de la desembocadura del río Rupel en el río Escalda, siendo sus municipios vecinos Aartselaar, Boom, Bornem, Puurs, Rumst y Schelle.
En Niel se celebra anualmente la Niel Jaarmarkt Cyclo-cross, una famosa carrera de ciclocrós alrededor de la ciudad.

## Demografía

### Evolución
Todos los datos históricos relativos al actual municipio, el siguiente gráfico refleja su evolución demográfica.
| Gráfica de evolución demográfica de Niel entre 1846 y 2020 |
|                                                            |

## Personas notables de Niel
- Jan Decleir, actor de cine.
- Pieter De Somer, médico y biólogo.
- Roger Ilegems, ciclista.